# Melaleuca diosmatifolia
Melaleuca diosmatifolia är en myrtenväxtart som beskrevs av Dum.Cours.. Melaleuca diosmatifolia ingår i släktet Melaleuca och familjen myrtenväxter. Inga underarter finns listade i Catalogue of Life.